# روابط ایران و مجارستان
روابط دیپلماتیک مجارستان و ایران از سال ۱۹۳۹ آغاز شد.
از ۱۹۵۱, مجارستان سفارتخانه ای در تهران دارد. ایران نیز سفارتی در بوداپست دارد.

## پیشینه
مجارستان به عنوان بخشی از امپراتوری اتریش-مجارستان، در دوران سلطنت ناصرالدین شاه قاجار در سال ۱۸۷۹ میلادی مأموریتی نظامی  برای بازسازی، تربیت و سامان‌دهی ارتش ایران به این کشور اعزام کرده بود.

## روابط معاصر

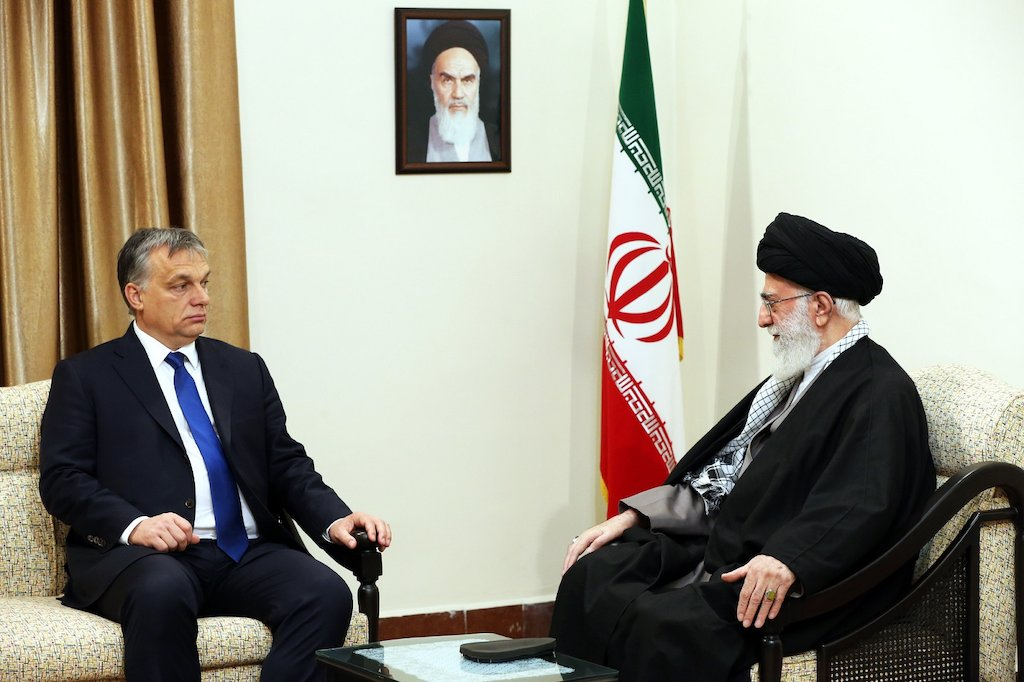
ویکتور اوربان، نخست‌وزیر مجارستان در دیدار با سید علی خامنه‌ای، رهبر جمهوری اسلامی ایران، ۱ دسامبر ۲۰۱۵

ویکتور اوربان، نخست‌وزیر مجارستان، یک ماه پس از امضای توافق هسته ایران و غرب (برجام) از ایران بازدید کرد و با سید علی خامنه ای رهبر جمهوری اسلامی ایران دیدار کرد. روابط تجاری دو کشور سطح بالایی ندارد (نزدیک به ۵۰ میلیون یورو). حدود ۲۰۰۰ دانشجوی ایرانی در مجارستان مشغول به تحصیل هستند که بسیاری از آنها از بورسیه‌های حکومت مجارستان در تلاش برای تسهیل تبادلات آکادمیک با ایران بهره‌مند شده‌اند. از ۲۰۱۸ تا ۲۰۲۰ در دوره صدارت ویکتور اوربان، نخست‌وزیر مجارستان، اتباع ایرانی در صدر خارجیانی که در مجارستان به آنان اقامت دائم داده شده قرار داشتند. مجارستان نسبت به مشارکت در برنامه هسته‌ای ایران ابراز علاقه کرده است.
در دوره دنیاگیری کروناویروس ۲۰۱۹، جمعی از دانشجویان ایرانی به ظن نقض مقررات قرنطینه از این کشور اخراج شدند.
پس از کشته شدن قاسم سلیمانی در ژانویه ۲۰۲۰، اوربان اعلام کرد سیاست اتحادیه اروپا در قبال ایران باید همسویی بیشتری با سیاست آمریکا و اسرائیل داشته باشد. با این حال پس از خروج ترامپ از کاخ سفید، حکومت مجارستان به برگزاری مجامع تجاری با حضور مقامات ایرانی در بوداپست دو ماه پس از شروع اعتراضات پس از مرگ مهسا امینی حین بازداشت پلیس، ادامه داد. پیتر سیارتو، وزیر امور خارجه مجارستان، روابط ایران و مجارستان را «عاری از مناقشه‌های سیاسی» خوانده است. کشورهایی چون آلمان در پاییز ۲۰۲۲ در واکنش به این اعتراضات تمامی تضمین‌های تجاری برای معاملات با ایران را متوقف ساختند، ولی سیارتو بر تأمل اقتصادی بیشتر با ایران تأکید می‌کرد و اعلام کرد «نقش ایران تغییر کرده و اهمیت این کشور رشد کرده است.»